# Musikvertrieb
Ein Musikvertrieb oder Vertriebslabel ist ein Unternehmen zur Distribution von Tonträgern. Dieses ist entweder als organisatorischer Teilbereich eines der marktführenden Major-Labels (Major-Vertrieb) oder als eigenständiger, also unabhängiger Vertrieb (Independent-Vertrieb) organisiert. Neben der Distribution physischer Ton- und Datenträger wie CDs, Schallplatten und DVDs gewinnt der digitale Musikvertrieb zunehmend an Bedeutung.

## Physischer Vertrieb
Ein klassischer Musikvertrieb kümmert sich um die logistische Abwicklung physischer Tonträger. Während sich das Kerngeschäft der Plattenindustrie vornehmlich auf das Artist and Repertoire, die Produktion und die Vermarktung von Musik bezieht, sorgt das Vertriebsunternehmen dafür, dass die Neuveröffentlichungen in die Kataloge und Bestände der Plattenläden, Warenhäuser und Versandhändler aufgenommen werden. Der Musikvertrieb ist darüber hinaus zuständig für die Lagerung, Kommissionierung und den Transport der Tonträger.

### Major-Vertrieb
Klassischerweise haben alle großen Tonträgerunternehmen (genannt Majors) hausinterne Vertriebsabteilungen. Da neben der Distribution von eigenen Vertragskünstlern auch zunehmend Künstler kleinerer, unabhängiger Labels in die Vertriebswege integriert worden waren, erhielten die Vertriebsabteilungen in ihrer Funktion als Dienstleister eine zunehmend eigenständigere Bedeutung. Vor allem Indie-Labels mit vergleichsweise hohen Produktions- und Verkaufszahlen konnten dadurch von der über die Jahre gewachsenen Vertriebsstruktur der etablierten Plattenfirmen profitieren. Indie-Labels mit nur geringen erwartbaren Plattenverkäufen arbeiten dagegen in der Regel mit Independent-Vertrieben zusammen.
Alle drei derzeit größten Major-Plattenfirmen unterhalten eigene Vertriebssparten, unter deren Dachlabel sowohl alle Veröffentlichungen der hauseigenen Unterlabels als auch Fremdveröffentlichungen vertrieben werden:
- Universal Music Group: Universal Music Distribution
- Warner Music Group: WEA Distribution (eigene Veröffentlichungen), Alternative Distribution Alliance (Fremdveröffentlichungen)
- Sony Music Entertainment: Sony Music

### Independent-Vertrieb
Um auch den meist finanzschwächeren Labels mit kleineren Auflagen eine professionelle Logistik abseits der von den Majors dominierten Musikindustrie zu bieten, entstanden ab den frühen 1980er Jahren die ersten unabhängigen Musikvertriebe. So konnten sich die Labels auf die Künstlerbetreuung und Vermarktung ihrer Veröffentlichungen konzentrieren, während die Indie-Vertriebe durch die wachsende Anzahl kleinerer Labels in der Summe höhere Stückzahlen erreichen und damit ein eigenständiges Vertriebsnetz aufbauen konnten. Viele der Indie-Vertriebe entwickelten sich nicht zuletzt aus Szene-Mailordern oder lokalen Plattenläden heraus.

### Bedeutende Independent-Vertriebe
| Independent-Vertrieb     | Aktiver Zeitraum | Labels im Vertrieb (Auswahl)                                                                                        | Katalog / Webseite              |
| ------------------------ | ---------------- | --- | ------------------------------- |
| Alive                    | unbekannt        | Blu Noise Redfield Records XNO Records                                                                              | Labelliste auf alive-ag.de      |
| Broken Silence           | ab 2004          | Audiolith Nasty Vinyl Nix-Gut Records Impact Records Plastic Bomb                                                   | Labelliste auf brokensilence.de |
| Cargo Records            | ab 1992          | Alternative Tentacles Grover Records Hyperdub Nuclear Blast Roadrunner Records Rookie Records Sounds of Subterrania | Katalog auf cargo-records.de    |
| EFA                      | 1982 bis 2004    | Glitterhouse Mille Plateaux Force Inc. Vielklang                                                                    | EFA auf discogs                 |
| Groove Attack            | 1990             | Aggro Berlin Maskulin Music Group Tontraeger Records                                                                | Labelliste auf grooveattack.com |
| Indigo                   | ab 1993          | Glitterhouse Grand Hotel van Cleef Tapete Records Weird System Weser Label ZickZack Records                         | Katalog auf indigo.de           |
| Rough Trade Distribution | ab 1982          | Black Hole Cherry Red Drag City Netmusiczone Pias Südpolrecords                                                     | Labelliste auf roughtrade.de    |

## Digitalvertrieb
Im Zuge der Digitalisierung mussten die Plattenfirmen neue Vertriebswege und Einnahmequellen für den Bereich Recorded Music finden. So entstanden neben dem klassischen physischen Vertrieb Kooperationen mit Digitaldistributoren, Internet-Konzernen, aber auch zwischen den Major-Labels selbst, die sich – um ihre schwindende Marktmacht besorgt – zum Teil zu Partner-Netzwerken zusammenschlossen.
Weiterhin gründeten sich zahlreiche Digital-Vertriebe (z. B. Believe Digital, Finetunes), die in erster Linie als Dienstleister dafür Sorge tragen, dass die Musikveröffentlichungen in den relevantesten Download- und Streaming-Diensten platziert werden, z. B. bei Apple Music, Musicload, Google Play, Amazon, Spotify oder im iTunes-Store.